# 李根 (韩国)
李根（：／，1984年3月22日—）又稱李根大尉（：／），韓國海軍特戰戰團 （UDT／SEAL）退役軍官、烏克蘭國際志願軍參戰老兵及YouTuber。他亦是韓國僅十餘名的飛鼠裝滑翔運動員之一。

## 早年經歷
李根出生在韓國，三歲移民美國。高中時是游泳選手，最高成績為全美同級第16名。 2006年畢業於美國弗吉尼亞軍事學院，在學期間曾於高麗大學當交換生。 2007年，本打算加入美軍的李根，受父親的勸喻下，加入韓國海軍。

## 軍旅生活
在文武大王號驅逐艦完成海軍軍官候補生課程後，2008年加入以美國海軍海豹部隊為藍本成立及培訓的的韓國海軍特戰戰團（UDT/SEAL）。及後擔任空中作戰隊、反恐部隊、登艦搜索與扣押（VBSS）等連的連長職務。

### 陸戰隊反海盜行動
2009年，加入清海部隊派兵往索馬里亞海域駐守，參與兩次人質拯救及各種擊退海盜任務。回國後擔任海豹運輸載具（SEAL Delivery Vehicle）連連長。
2012年，獲派到美國海豹部隊參與基础水下爆破訓練（BUD/S），並史無前例地以外國人身份完成初級軍官訓練課程（JOTC），及以第一名的成績完成三棲資格訓練（SQT）。回國後，擔任韓國海軍特戰戰團的教育隊長，並於2014年轉為預備役。

### 參加俄烏戰爭
2022年2月28日，他通過Youtube頻道“ROKSEAL”影片表示自己準備前往俄羅斯軍事入侵下的烏克蘭，展開第二次從軍之路。這是他首次參與實戰，由於他參與國際戰爭而且位於韓國境外，韓國輿論反應兩極，韓國政府表示會對前往烏克蘭的國民進行調查；韓國主流媒體卻顯示有近60％的國民支持李根參戰。據隊友的口述，他在一次任務中擊斃兩名入侵者。在六月份左右，與他同行的一名韓裔美軍狙擊手不幸陣亡，同月因為他所屬的部隊被攻擊而受傷，隨後退伍返回韓國治療。

## 退役後

### 公職及退伍軍人活動
退役後，李根加入保安公司G4S，派往伊拉克一年。他亦先後為韓國軍警部隊、巴西特警、台灣「陸戰蛙人」及海巡署擔任戰術及反恐顧問。
2017年，擔任美國國防部駐韓國的保安調查官。2018年至2020年，任職聯合國的保安官，協助聯合國人權事務高級專員辦事處在緬甸羅興亞地區的工作。

### 演藝活動
2017年，李根擔任BBC軍事生存節目"Special Forces: Ultimate Hell Week"的教官，並已嚴苛的要求創下歷來節目最多中途退出參加者的紀錄。2020年，以軍事顧問公司MUSAT理事的身份，擔任YouTube頻道Physical Gallery企劃的人氣綜藝節目《假的男子漢》的教官，以詼諧的美僑口音的韓語為人所知。
於2021年創立Youtube頻道“ROKSEAL”，介紹特種部隊的戰術技能。

### 烏克蘭任務
他在烏克蘭期間，面對有人質疑他淪為逃兵，他於3月通過社交媒體表示已經與英美各國的退役特種兵參加數次機密任務，該帖文並獲烏克蘭領土防衛國際軍團Instagram的官方確認及稱讚。數日後，烏克蘭國際軍團的發言人再次向南韓電視台JTBC確認李根正在執行機密任務，粉碎各種質疑。網上亦流出他與其他外籍團員在伊爾平與哈爾科夫周圍地區作戰的照片。